# Saif ad-Din Ghazi II
Pour les articles homonymes, voir Sayf ad-Dîn.
Sayf ad-Dîn Ghâzî II († 1180) est un émir zengide de Mossoul de 1170 à 1180. Il était fils de Qutb ad-Dîn Mawdûd, émir de Mossoul.

## Biographie
Son père meurt le 6 septembre 1170 en le désignant comme successeur, déshéritant son fils aîné Imad ad-Din Zengi. Ce choix avait été conseillé par l'eunuque ’Abd al-Massîh qui voulait gouverner au nom du jeune émir. Imad ad-Din se réfugie à Alep à la cour de Nur ad-Din, lequel n'attendait qu'un prétexte pour annexer Mossoul. Il s'empare de Sindjar en septembre 1170 et assiège Mossoul qui se rend le 22 janvier 1171. Il écarte ’Abd al-Massîh, place comme gouverneur Gumushtekîn, un de ses officiers, et ne laisse à son neveu que le titre d'émir de Mossoul. Il donne également Sindjar en fief à Imad ad-Din Zengi.
Trois ans plus tard, le 15 mai 1174, Nur ad-Din meurt à son tour, alors qu'il s'apprête à attaquer Saladin, vizir d'Égypte. Il laisse un fils âgé de douze ans, As-Salih Ismail al-Malik et ses officiers luttent pour s'emparer de la régence. Gümüshtekîn se rend à Damas, s'empare de l'enfant, l'emmène à Alep où il élimine le gouverneur et s'intitule atabeg. C'est l'occasion qu'attendait Sayf ad-Din Ghazi pour rejeter la tutelle de Gümüshtekîn et reprendre son indépendance. Les notables de Damas s'inquiète de la puissance naissante de Gümüshtekîn et offrent le royaume Sayf ad-Din Ghazi, mais ce dernier ne peu intervenir, occupé à prendre et à conserver le contrôle de Mossoul. Les notables de Damas font alors appel à Saladin qui s'empare de la ville.
Ayant bien pris en main sa principauté, il décide alors de chasser Saladin de la Syrie. Il envoie une armée commandée par son frère Izz ad-Din Mas'ud, qui se grossit des troupes alépines d'As-Salih Ismail, mais qui est battue à Qurûn Hamâ le 23 avril 1175. Saladin assiège ensuite Alep, et As-Salih Ismail est forcé de reconnaître la suzeraineté de Saladin. L'année suivante, une seconde tentative, toujours soutenue par Alep, contre Saladin échoue le 22 avril 1176 à Tell al-Sultân. Alep est de nouveau assiégée mais résiste aux troupes égyptiennes et damascènes.
Sayf ad-Din Ghazi meurt peu après le 29 juin 1180, désignant son frère Izz ad-Din Mas'ud pour lui succéder.

## Postérité
Sa ou ses épouses sont inconnues. Il a eu un fils, Moezz ad-Din Sindjar-Shah, âgé de douze ans à la mort de son père, émir de Djézirat et assassiné en 1208.

### Sources
- René Grousset, Histoire des croisades et du royaume franc de Jérusalem - II. 1131-1187 L'équilibre, Paris, Perrin, 1935 (réimpr. 2006), 1013 p.